# Havnar Bóltfelag
L'Havnar Bóltfelag, nota internazionalmente come HB Tórshavn, è una società calcistica faroese con sede nella città di Tórshavn. Milita nella massima serie del campionato nazionale (Betri-Deildin).
Fondata nel 1904, è la squadra più titolata delle Isole Fær Øer, avendo conquistato 24 campionati nazionali e 30 Coppe di Lega. Gioca le partite casalinghe nello stadio Gundadalur (8.000 posti). Il presidente è Birgir Enghamar. La rivale principale è il B36 Tórshavn.

## Storia
L'HB Tórshavn fu fondato il 4 ottobre del 1904.
La prima partita dell'HB si disputò il 23 maggio 1909 in casa del TB Tvøroyri, in una partita che si concluse sul 2-2.

## Statistiche e record

### Statistiche nelle competizioni UEFA
Tabella aggiornata alla stagione 2024-2025.
| Competizione                  | Partecipazioni | G  | V | N | P  | RF | RS |
| ----------------------------- | -------------- | -- | - | - | -- | -- | -- |
| UEFA Champions League         | 10             | 21 | 3 | 5 | 13 | 19 | 52 |
| Coppa delle Coppe UEFA        | 3              | 8  | 1 | 1 | 6  | 4  | 24 |
| Coppa UEFA/UEFA Europa League | 9              | 17 | 1 | 4 | 12 | 11 | 41 |
| UEFA Conference League        | 4              | 8  | 4 | 1 | 3  | 11 | 10 |
| Coppa Intertoto UEFA          | 4              | 10 | 0 | 4 | 6  | 4  | 30 |

## Rosa 2020
Aggiornata all'24 dicembre 2020.
| N. |                    | Ruolo | Calciatore          |
| -- | ------------------ | ----- | ------------------- |
| 1  | Fær Øer (bandiera) | P     | Teitur Gestsson     |
| 3  | Fær Øer (bandiera) | D     | Jógvan Rói Davidsen |
| 4  | Fær Øer (bandiera) | A     | Heðin Hansen        |
| 5  | Ghana (bandiera)   | C     | Ibrahim Moro        |
| 6  | Fær Øer (bandiera) | D     | Daniel Johansen     |
| 7  | Fær Øer (bandiera) | C     | Adrian Justinussen  |
| 8  | Fær Øer (bandiera) | C     | Dan í Soylu         |
| 10 | Fær Øer (bandiera) | C     | René Joensen        |
| 11 | Fær Øer (bandiera) | C     | Paetur Petersen     |
| 12 | Fær Øer (bandiera) | A     | Mads Mikkelsen      |
| 14 | Fær Øer (bandiera) | C     | Jákup Thomsen       |
| 15 | Fær Øer (bandiera) | A     | Heri Mohr           |
| 16 | Fær Øer (bandiera) | P     | Jákup Højgaard      |
| 17 | Fær Øer (bandiera) | D     | Bartal Wardum       |

| N. |                      | Ruolo | Calciatore               |
| -- | -------------------- | ----- | ------------------------ |
| 18 | Danimarca (bandiera) | C     | Mathias Nygaard          |
| 19 | Fær Øer (bandiera)   | D     | Hördur Askham            |
| 20 | Fær Øer (bandiera)   | A     | Ási Dam                  |
| 21 | Danimarca (bandiera) | C     | Mikkel Frankoch          |
| 22 | Danimarca (bandiera) | C     | Mikkel Dahl              |
| 23 | Fær Øer (bandiera)   | A     | Hilmar Leon Jakobsen     |
| 23 | Fær Øer (bandiera)   | D     | Viljormur Davidsen       |
| 25 | Fær Øer (bandiera)   | A     | Øssur Dalbúð             |
| 26 | Fær Øer (bandiera)   | C     | Gilli Róason             |
| 27 | Fær Øer (bandiera)   | A     | Teit Jacobsen            |
| 28 | Fær Øer (bandiera)   | C     | Samuel Johansen Chukwudi |
| 29 | Fær Øer (bandiera)   | A     | Áki Samuelsen            |
| 30 | Fær Øer (bandiera)   | D     | Jákup Hansen             |

## Palmarès

### Competizioni nazionali
- Campionato faroese: 24

1955, 1960, 1963, 1964, 1965, 1971, 1973, 1974, 1975, 1978, 1981, 1982, 1988, 1990, 1998, 2002, 2003, 2004, 2006, 2009, 2010, 2013, 2018, 2020
- Coppa delle Isole Fær Øer: 30

1955, 1957, 1959, 1962, 1963, 1964, 1968, 1969, 1971, 1972, 1973, 1975, 1976, 1978, 1979, 1980, 1981, 1982, 1984, 1987, 1988, 1989, 1992, 1995, 1998, 2004, 2019, 2020, 2023, 2024
- Supercoppa delle Fær Øer: 6

2009, 2010, 2019, 2021, 2024, 2025
- 1. deild: 1

1995

### Competizioni internazionali
- Atlantic Cup: 1

2004

### Altri piazzamenti
- Campionato faroese:

Secondo posto: 2021
Terzo posto: 2024
- Supercoppa delle Fær Øer:

Finalista: 2007, 2011, 2014, 2020